# Station Olton
Olton is een spoorwegstation van National Rail in Olton, Solihull in Engeland. Het station is eigendom van Network Rail en wordt beheerd door West Midland Trains. Het station is geopend in 1869.